# Dryptodon sardoa
Dryptodon sardoa là một loài Rêu trong họ Grimmiaceae. Loài này được (De Not. ex Müll. Hal.) Loeske mô tả khoa học đầu tiên năm 1910.